# 荒川戦一
荒川 戦一（あらかわ せんいち、1943年9月7日 - ）は、中部日本放送（CBC）の元・社員。在職中は、アナウンサーとして長らく活動するかたわら、テレビ編成局のアナウンス部長、ラジオ番組のプロデューサー、制作局のラジオ制作部長などを務めていた。

## 来歴・人物
東京都港区麻布生まれの新橋育ちで、愛称は荒戦（あらせん）。名前の戦一には「世の中がどうなっても、戦（そよ）ぐ風のように他人様の心に一番早く届くような人になって欲しい」という両親の想いが込められているが、本人は「アナウンサーの仕事へ就くことを運命付けるような名前」と語っている。
従兄が『英文毎日』に勤務していたことや、実家近く（愛宕山）のNHK放送博物館に小学生時代からよく出入りしていたことから、マスメディアで仕事に就くことを早くから志望。成城大学への進学後には、アルバイトとして東京放送（TBS）へ勤務するかたわら、3年時から学業と並行しながら東京アナウンスアカデミーへ通っていた。アカデミーでは、林美雄や久米宏と同じクラスになった縁で、お互いに仲良くなったという。
もっとも、大学4年時の1966年にはアナウンサーの採用試験を実施していた放送局が少なく、「第一志望」に挙げていたTBSへアナウンサーとして入社することも叶わなかった（実際に採用されたのは林や久米）。しかし、中部日本放送（名古屋市中区に本社があるTBS系列の準基幹局で通称「CBC」）によるアナウンサーの新卒採用をTBSのアナウンス部長から電話で知らされたことをきっかけに、名古屋や大阪の放送局を目指すことを決意。CBCのアナウンサー試験については、前述した電話が願書受付締切の1時間前に実家へ掛かってきたにもかかわらず、当時銀座（東京都中央区）にあった東京本社へ願書を持参することによって事なきを得た。その結果、1967年4月1日付でアナウンサーとしてテレビ・ラジオ兼営局のCBCに入社。同期入社のアナウンサーはすべて男性（福井豊治、三久保角男、島津靖雄、村井秀樹）で、CBCが新卒採用で5人のアナウンサーを入社させたことは異例であった。
入社当初は格闘技、相撲、ボクシングなどの中継での実況を志望していて、スポーツ担当の先輩アナウンサーからも適性を高く評価されていた。しかし、CBCのラジオ放送部門（制作局のラジオ制作部）が福井以外の新人アナウンサーを『CBCヤングリクエスト』（朝日放送での同名番組が関西地方で絶大な人気を博していたことを受けて企画された平日深夜帯の音楽番組）の日替わりパーソナリティに抜擢する方針を立てたことから、入社の直後にもかかわらず木曜深夜（金曜未明）放送分の担当を任された。
ラジオでは1970年から、『0時半です松坂屋ですカトレヤミュージックです』のパーソナリティを担当。1977年4月から『CBC歌謡ベストテン』のパーソナリティを兼務していたことから、テレビで『ザ・ベストテン』（久米が初代の司会を務めていたTBS制作・全国ネット向けの音楽番組）の生放送を開始した当初は、CBCの放送対象地域である東海地方（愛知県・岐阜県・三重県）からの生中継に「追っかけマン」（リポーター）として出演していた。
1986年4月からは、『おはようCBC』（前月まで平日にのみ放送されていたラジオの生ワイド番組）が土曜日にも編成されることに伴って、土曜分のパーソナリティを担当。最初の1年間は名古屋テレビ塔の展望台、その後は公募に応じたリスナーの家庭から生放送を進行していた。さらに、1986年10月からは『荒せんのラジオがいちバン!』（自身初の冠ワイド番組）を月 - 金曜日の午後に生放送。このような事情から、『おはようCBC』が1990年3月で終了するまでは、日曜日を除く週6日のペースで生ワイド番組にレギュラーで出演していた。
1989年の7月に、アナウンス部からラジオ制作部へ異動。アナウンサーとしての活動を続けながら、ラジオ番組の制作業務にも携わり始めた。『ラジオがいちバン!』が1992年3月で終了してからも、後継番組『もぎたてのカボチャたち』の水曜日で、1年半にわたってパーソナリティを継続。1993年9月でパーソナリティを退いてからは、ラジオ制作部の専任部長（プロデューサー）として『つボイノリオの聞けば聞くほど』を立ち上げた。
1995年4月からラジオ制作部長を務めた後に、翌1996年の7月から、部長としてアナウンス部へ6年振りに復帰。1998年7月の人事異動でアナウンス部を再び離れてからは、CBCクラブ（東海地方在住の文化人との懇親会）と番組審議委員会の事務局長を兼務していた。2000年の4月以降は事業局の専任局長と名古屋国際音楽祭の事務局長を務めていたが、2003年9月の誕生日でCBCの定年（60歳）へ達したことから、同年9月30日に退職した。
CBCを定年で退職してからは、東海地方で話し方教室やNAWS名古屋アナウンスワークショップの講師を務めている。放送の第一線からは離れているものの、2020年7月の時点では、東海民放クラブで副理事長を務めている。

## 過去の担当番組

### テレビ番組
- ザ・ベストテン（初代CBC追っかけマン・ラジオベストテン情報CBCラジオ担当)

### ラジオ番組
- 0時半です松坂屋ですカトレヤミュージックです
- CBCヤングリクエスト[1]
- 荒せんのラジオがいちバン![1]
- おはようCBC[1]
- CBC歌謡ベストテン
- CBCサンデースペシャル・全日本歌謡ベスト50
- CBCビップ・ヤング
- ジャスト・リクエスト
- もぎたてのカボチャたち
- つボイノリオの聞けば聞くほど - プロデューサーとして参加。当時の肩書きは「編成局ラジオ制作部専任部長」。